# Aeropuerto de Príncipe
El Aeropuerto de Príncipe (en portugués: Aeroporto Príncipe)  (IATA: PCP, ICAO: FPPR) es el aeropuerto en la isla de Príncipe, situado a 3 kilómetros (2 millas) al norte de Santo António capital de la isla. Es el único aeropuerto en Príncipe y uno de los dos aeropuertos que sirven al país africano de Santo Tomé y Príncipe.
STP Airways opera vuelos a Santo Tomé 6 días por semana. El aeropuerto se encuentra a una elevación de 591 pies (180 m) sobre el nivel medio del mar. Tiene una pista designada como 18/36 con una superficie de asfalto que mide 1.750 metros por 30 metros. Recibió durante el año 2018, 23.000 pasajeros aproximadamente.